# Communauté de communes Caldaguès Aubrac
Die Communauté de communes Caldaguès Aubrac ist ein ehemaliger französischer Gemeindeverband in der Rechtsform einer Communauté de communes im Département Cantal in der Region Auvergne-Rhône-Alpes. Ihr Verwaltungssitz war im Ort Chaudes-Aigues.

## Historische Entwicklung
Mit Wirkung vom 1. Januar 2017 fusionierte der Gemeindeverband mit  
- Communauté de communes du Pays de Pierrefort-Neuvéglise
- Communauté de communes de la Planèze sowie
- Communauté de communes du Pays de Saint-Flour Margeride

und bildete so die Nachfolgeorganisation Communauté de communes des Pays de Caldaguès-Aubrac, Pierrefort-Neuvéglise, Planèze, Saint-Flour Margeride.

## Ehemalige Mitgliedsgemeinden
Dem Gemeindeverband gehörten elf der zwölf Gemeinden des Kantons Chaudes-Aigues an.
| Gemeinde                     | Einwohner 1. Januar 2022 | Fläche km² | Dichte Einw./km² | Code INSEE | Postleitzahl |
| ---------------------------- | ------------------------ | ---------- | ---------------- | ---------- | ------------ |
| Anterrieux                   | 122                      | 16,16      | 8                | 15007      | 15110        |
| Chaudes-Aigues               | 814                      | 53,16      | 15               | 15045      | 15110        |
| Deux-Verges                  | 53                       | 11,20      | 5                | 15060      | 15110        |
| Espinasse                    | 79                       | 16,72      | 5                | 15065      | 15110        |
| Fridefont                    | 95                       | 13,96      | 7                | 15073      | 15110        |
| Jabrun                       | 155                      | 34,03      | 5                | 15078      | 15110        |
| La Trinitat                  | 51                       | 17,57      | 3                | 15241      | 15110        |
| Maurines                     | 104                      | 14,29      | 7                | 15121      | 15110        |
| Saint-Martial                | 71                       | 14,19      | 5                | 15199      | 15110        |
| Saint-Rémy-de-Chaudes-Aigues | 121                      | 14,87      | 8                | 15209      | 15110        |
| Saint-Urcize                 | 449                      | 54,30      | 8                | 15216      | 15110        |